# Gistelse-Steenwegtunnel
De Gistelse-Steenwegtunnel is een verkeerstunnel in de Belgische stad Brugge. De tunnel is onderdeel van de autoweg N31/E403 en kruist de Gistelse Steenweg (N367), in de deelgemeente Sint-Andries, ondergronds. Boven op de tunnel bevindt zich het gelijkvloerse dubbelkruispunt van de Gistelse Steenweg met de ventwegen van de N31.
De tunnel werd aangelegd in 1989.
Tunnel 't Zand · Boeverietunnel · Gistelse-Steenwegtunnel · Koning Albert I-laantunnel · Koningin Astridlaantunnel · Legewegtunnel · Paolatunnel · Torhoutse-Steenwegtunnel · Tunnel Kolvestraat